# ایستکات
ایستکات (به انگلیسی: Eastcotts) یک محله مدنی در بریتانیا است که در بدفورد واقع شده‌است. ایستکات ۴٬۰۰۴ نفر جمعیت دارد.